# Papoušek Brehmův
Papoušek Brehmův (Psittacella brehmii), někdy též papoušek hnědohlavý, je druh papouška z čeledi alexandrovití, jeden ze čtyř druhů papoušků z rodu Psittacella. Vyskytuje se na pohořích ostrova Nová Guinea, v nadmořských výškách 1 500 až 2 600 metrů, v extrémních případech 1 100 až 3 800 metrů. Pojmenován byl po německém biologu a spisovateli Alfredu Brehmovi.

## Poddruhy

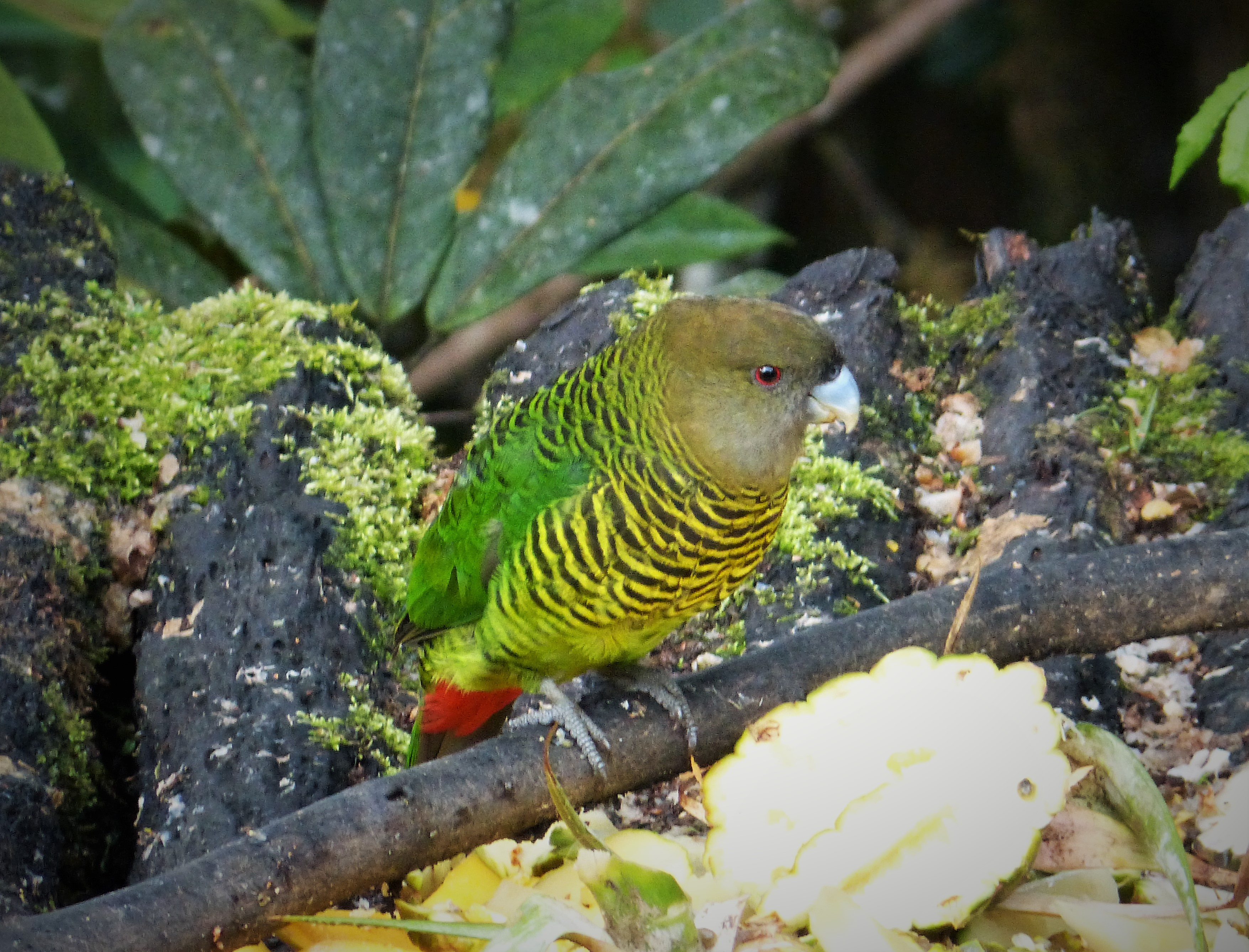
Samice papouška Brehmova

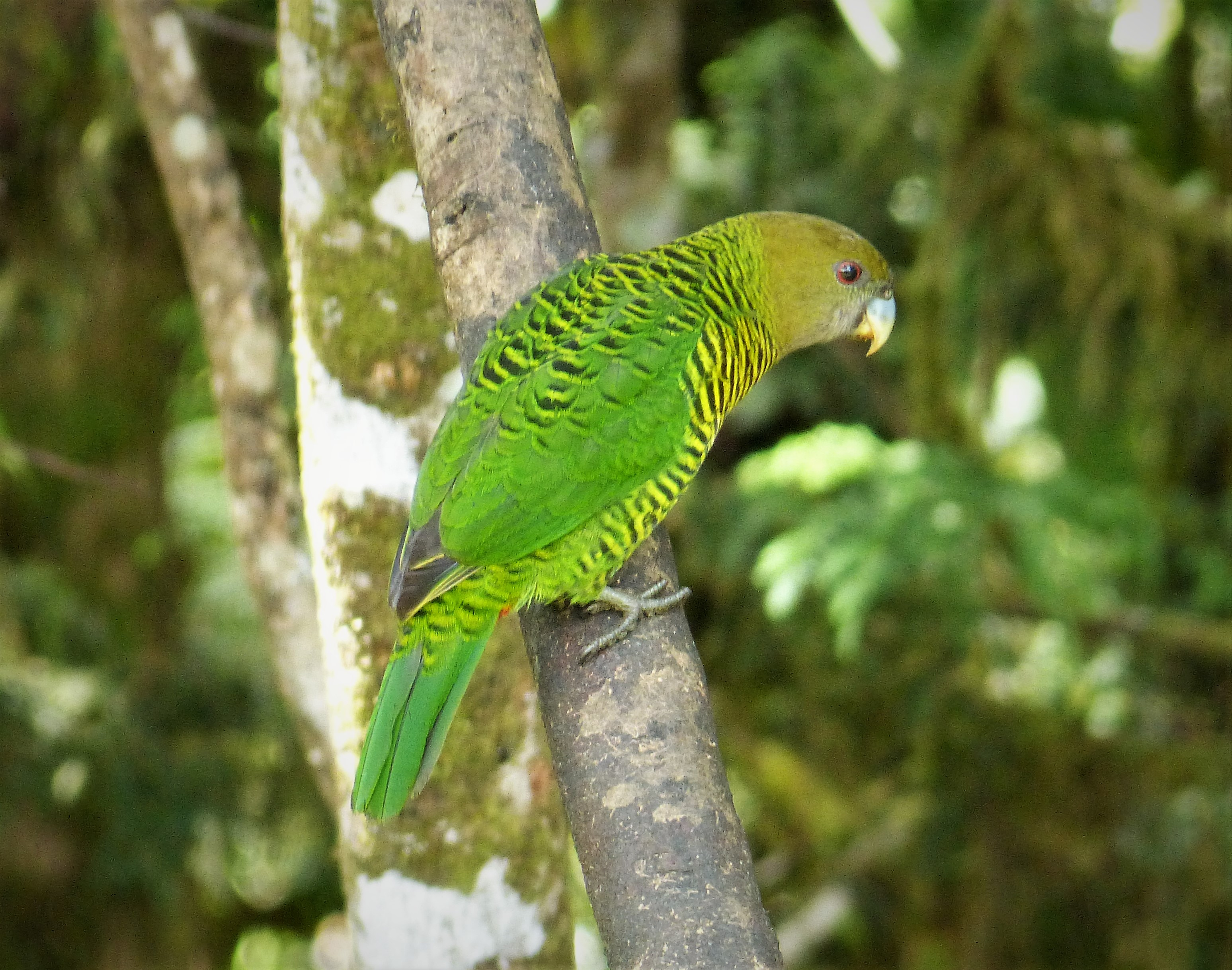
Samice papouška Brehmova

Existují čtyři poddruhy papouška Brehmova:
- Psittacella brehmii brehmii – papoušek Brehmův vogelkopský, nominátní poddruh, vyskytuje se na poloostrově Ptačí hlava
- Psittacella brehmii harterdi – papoušek Brehmův huonský, vyskytuje se na poloostrově Huon na východě Nové Guineje, má světleji zbarvenou hlavu a je menší
- Psittacella brehmii intermixta – papoušek Brehmův irianský, vyskytuje se ve středu Novoguinejské vysočiny, je větší a více žlutozeleně zbarven
- Psittacella brehmii pallida – papoušek Brehmův horský, vyskytuje se na jihovýchodě Novoguinejské vysočiny, má užší zobák než nominátní poddruh

## Popis
Papoušek Brehmův je největším druhem z rodu Psittacella. Je vysoký přibližně 24 cm, váží mezi 94 a 120 g. Je převážně zeleně zbarven, hlava je světle hnědá až olivově zelená, po obou stranách je malý žlutý límec. Hruď a břicho jsou zbarveny světle zeleně, křídla a horní strana ocasu tmavě zeleně, záda jsou světle zelená a pruhovaná. Typický je též červený podbřišek. Pařáty jsou tmavě šedé, zobák bílý až světle šedý, ozobí je černé a nevýrazné, oko má výraznou červeně zbarvenou duhovku.
U papoušků Brehmových existuje výrazný pohlavní dimorfismus; samicím chybí žluté límce kolem hlavy a mají kromě zad pruhovanou i hruď, která je zbarvena žlutě.

## Chov
Ačkoliv není papoušek Brehmův ohroženým druhem a na Nové Guineji je poměrně běžný, v zajetí se téměř vůbec nevyskytuje. Důvodem je, že není schopen se životu v zajetí přizpůsobit. Pokusy o dovoz a chov byly neúspěšné a skončily úhynem ptáků nejpozději do dvou až tří měsíců, zřejmě kvůli nevhodnému krmení a chovu v nízkých nadmořských výškách, k němuž nejsou přizpůsobiví.